# Никомах (поет)
Вижте пояснителната страница за други личности с името Никомах.
Никомах (на старогръцки: Νικόμαχος, Nicomachus, Nikómakhos) е гръцки поет на комедии през 4 век пр.н.е.
Той е автор на Εἰλήθυια, Μετεκβαίνουσαι, и Ναυμαχια, запазени в Свидас и се споменава от Атеней и Йоан Стобей.